# Charles Lomberg
Charles Georg Lomberg, född 4 december 1886 i Göteborgs domkyrkoförsamling, död 6 mars 1966 i Göteborgs Kristine församling, var en svensk friidrottare (mångkamp). Han tävlade för klubben IS Lyckans Soldater och tog silver i tiokamp vid Olympiska sommarspelen 1912 i Stockholm, Samma år vann han även SM i tiokamp. 
Charles Lomberg är begravd på Östra kyrkogården i Göteborg.